# Banca Italiana di Sconto
La Banca Italiana di Sconto (BIS) fu un istituto di credito italiano attivo negli anni a cavallo della prima guerra mondiale.

## Storia

### I precursori
Nel 1904 fu costituita la Società Bancaria Italiana con l'appoggio del direttore della Banca d'Italia Bonaldo Stringher, con l'ambizione di costituire una terza banca delle dimensioni della Banca Commerciale Italiana e del Credito Italiano. La Società Bancaria si specializzò subito in operazioni straordinarie, come una banca d'affari, ma in seguito alla crisi del 1907 si trovò in difficoltà e dovette essere salvata.
Stringher organizzò un consorzio di salvataggio, costituito proprio dalla Commerciale e dal Credito Italiano, con la garanzia degli istituti di emissione del tempo: la Banca d'Italia, il Banco di Napoli e il Banco di Sicilia, che dovettero stampare cartamoneta per portare a termine l'operazione. Successivamente il controllo dell'istituto di credito fu assunto dalla banca privata francese Louis Dreyfus et Cie.
Angelo Pogliani era l'ambizioso direttore della Banca di Busto Arsizio. Egli puntò sul nazionalismo irredentista per espandere il proprio istituto di credito, in aperta polemica con il Credito Italiano e soprattutto con la Banca Commerciale Italiana del danzichese Otto Joel. Queste grandi banche, infatti, ai nazionalisti sembravano intrattenere troppi collegamenti internazionali, specialmente con banche tedesche e austriache, considerati inopportuni da chi, alla vigilia della Guerra, patrocinava l'intervento a fianco della Francia. Grazie al suo schieramento politico Pogliani ottenne l'apporto di capitali del Crédit Mobilier Français, che gli permisero di acquisire altre banche di provincia, dando vita alla Società Italiana di Credito Provinciale.

### La Banca di Sconto

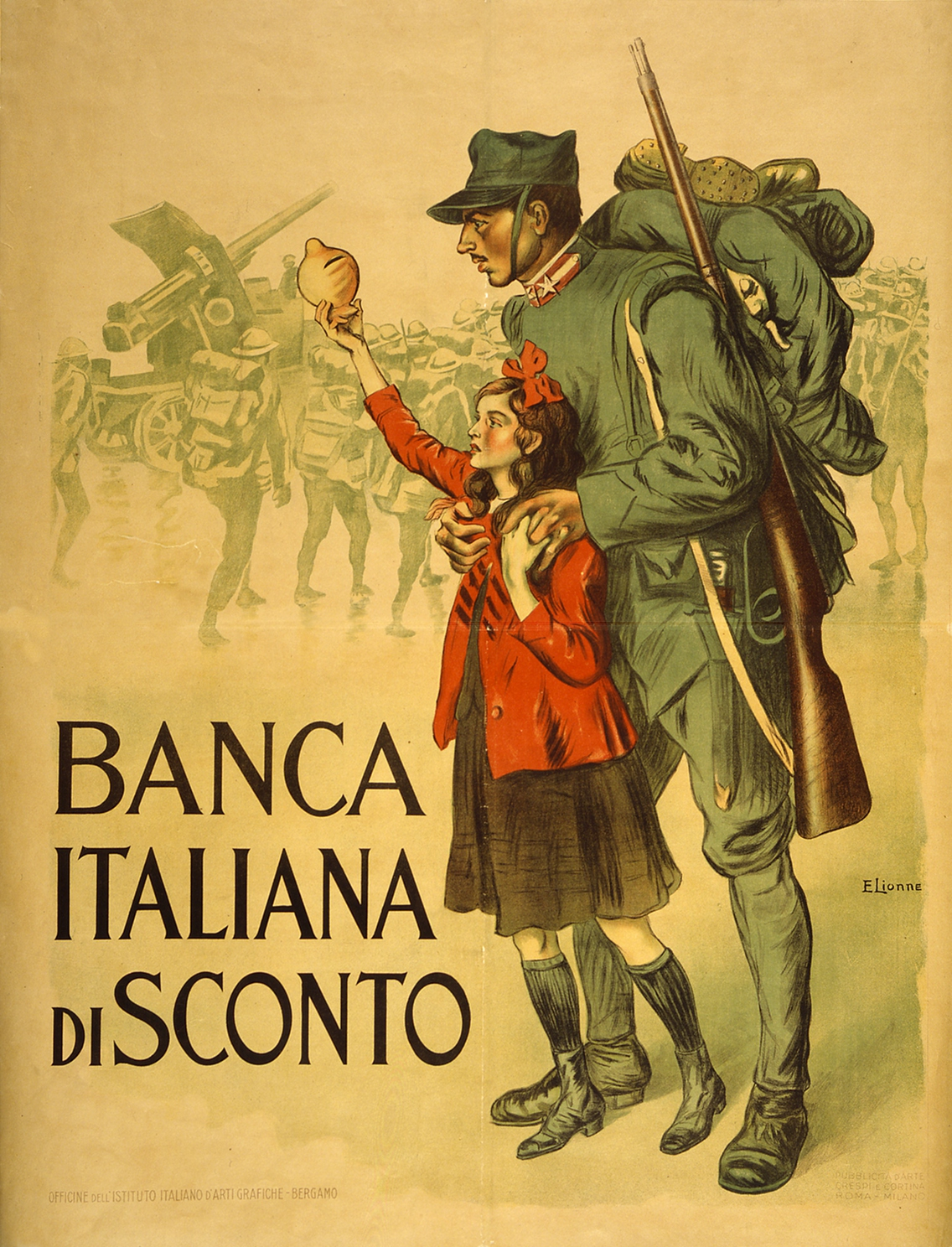
Manifesto pubblicitario del 1917

Fra il 1914 e il 1915, con una articolata serie di operazioni dovute anche a motivi fiscali, le due banche a partecipazione francese confluirono nella Banca Italiana di Sconto, detta la "banca italianissima". 
Il capitale sociale era di quindici milioni di lire. 
Primo presidente fu nominato Guglielmo Marconi (che non contava nulla); il consigliere delegato era Pogliani.
All'operazione parteciparono anche i fratelli Perrone, proprietari dell'Ansaldo e perciò i maggiori produttori italiani di armi, e ardenti nazionalisti, che ebbero sin dall'inizio una partecipazione rilevante nel capitale sociale.
Negli anni della prima Guerra mondiale la Banca Italiana di Sconto fu la principale finanziatrice dell'Ansaldo. Infatti, il colosso metalmeccanico, per sfruttare le opportunità offerte dalle commesse belliche, aumentò di moltissimo la propria capacità produttiva ed il grado di integrazione verticale. Questo richiese ingentissimi investimenti, in buona parte provenienti dalla Banca di Sconto, che andò incontro ad una altrettanto rapida crescita (grazie all'assorbimento di varie banche minori) e ad un forte aumento di immobilizzazioni, tanto che l'attivo dello stato patrimoniale superò addirittura quello della Comit. 
A sua volta la Banca per erogare questi prestiti dovette procedere ad aumenti di capitale, che venivano sottoscritti dalla stessa Ansaldo fino a raggiungere un capitale sociale di 315 milioni nel 1919.
Questo finì per legare a doppio filo Ansaldo e BIS: l'Ansaldo finì per diventare insieme il maggior azionista oltre che maggior debitore della Banca.
Nel 1918, prima della fine della Guerra, l’Ansaldo, pensò di portare alle estreme conseguenze l'integrazione fra Banca e industria e tentò di scalare la Comit, facendosi finanziare dalla Banca di Sconto. L'operazione peraltro fallì.

### Il crollo
Dopo la Guerra l'Ansaldo si ritrovò di fronte al problema della riconversione dell'industria bellica, dal momento che durante la prima guerra mondiale aveva assunto delle dimensioni ed una capacità produttiva spropositate rispetto alle esigenze del tempo di pace. La BIS fu costretta a finanziare la propria controllante e fu gradualmente travolta dalla crisi finanziaria di quello che era di gran lunga il suo principale debitore. 
In un disperato tentativo di recuperare liquidità la Banca di Sconto tentò un'ultima scalata alla Comit.
In seguito al tentativo di scalata, nel 1921, lo stato di crisi della Banca Italiana di Sconto venne conosciuto dai piccoli risparmiatori, che corsero agli sportelli a ritirare il loro denaro.
Bonaldo Stringher tentò di organizzare un consorzio di salvataggio fra banche di emissione, ma la somma raccolta era la metà di quella necessaria.
Il Governo evitò il salvataggio per non onerare i contribuenti italiani di responsabilità private, ma evitò anche il fallimento concedendo con regio decreto la moratoria verso i depositanti.
Conseguentemente l'istituto fu messo in liquidazione. Ai depositanti fu rimborsato il 65 o il 75% del valore depositato, secondo che il deposito fosse superiore o inferiore a 5.000 lire.
La liquidazione fu gestita da una banca creata apposta, la Banca Nazionale di Credito, che continuò la gestione fino al 1930, quando fu assorbita dal Credito Italiano.

## Il processo
L'inchiesta giudiziaria diede luogo ad un processo dinanzi al Senato, costituito in Alta Corte di Giustizia, contro gli amministratori dei due Istituti, accusati di aggiotaggio, in quanto tra di essi vi erano dei senatori del Regno in carica: il processo terminò nel 1926 con una generalizzata assoluzione. Durante il suo pluriennale svolgimento, "il tentativo di influire sul processo - che contrapponeva i Perrone (e la ex dirigenza della Banca italiana di sconto) a Toeplitz, alla finanza torinese - è una cosa ben presente anche al circolo di potere succeduto a Nitti e Bonomi: ergersi a mediatore tra i due potentati non si può, ma controllare l’esito del giudizio su Pogliani evidentemente sì, o almeno ci si prova, e direttamente da parte della Presidenza del Consiglio".